# Heteroscyphus
Heteroscyphus, rod jetrenjarki u porodici Lophocoleaceae, dio podreda Lophocoleineae. Rod jer raširen po svim kontinentima.

## Vrste
Vrste priznate po Tropicos-u
1. Heteroscyphus ammophilus (Colenso) R.M. Schust.
2. Heteroscyphus assurgentifolius J.J. Engel
3. Heteroscyphus assurgentissimus J.J. Engel, Thouvenot & Frank Müll.
4. Heteroscyphus chishuinensis Y.X. Xiong & Wen Zhang
5. Heteroscyphus deceptifrons J.J. Engel
6. Heteroscyphus dentammophilus J.J. Engel & G.L. Merr.
7. Heteroscyphus denticulatus (Mitt.) Schiffn.
8. Heteroscyphus dubius (Gottsche) Schiffn.
9. Heteroscyphus echinellus (Lindenb. & Gottsche) J.J. Engel & X.L. He
10. Heteroscyphus fissistipus (Hook. f. & Taylor) Schiffn.
11. Heteroscyphus fleischeri (Steph.) D.G. Long & Rubas.
12. Heteroscyphus integerrimus (Schiffn.) Schiffn.
13. Heteroscyphus kanakensis Thouvenot & J.J. Engel
14. Heteroscyphus menziesii (Mitt.) J.J. Engel
15. Heteroscyphus parallelifolius J.J. Engel
16. Heteroscyphus spinifer C. Gao, T. Cao & Y.Huan Wu
17. Heteroscyphus splendens (Lehm. & Lindenb.) Grolle
18. Heteroscyphus stolonifer J.J. Engel
19. Heteroscyphus supinopsis J.J. Engel, Thouvenot & Frank Müll.
20. Heteroscyphus triacanthus (Hook. f. & Taylor) Schiffn.

Priznate vrste prema ITIS-u
1. Heteroscyphus acutangulus (Schiffn.) Schiffn.
2. Heteroscyphus allodontus (Hook.f. & Taylor) J.J. Engel & R.M. Schust.
3. Heteroscyphus amboinensis (Schiffn.) Schiffn.
4. Heteroscyphus ammophilus (Colenso) R.M. Schust.
5. Heteroscyphus argutus (Reinw., Blume & Nees) Schiffn.
6. Heteroscyphus aselliformis (Reinw., Blume & Nees) Schiffn.
7. Heteroscyphus assurgentifolius J.J. Engel
8. Heteroscyphus baduinus (Nees) Schiffn.
9. Heteroscyphus balnetii (Herzog) Grolle
10. Heteroscyphus billardierei (Schwägr.) Schiffn.
11. Heteroscyphus brassii (Grolle) Grolle
12. Heteroscyphus caesius (Schiffn.) Schiffn.
13. Heteroscyphus caledonicus (Steph.) Schiffn.
14. Heteroscyphus chlorophyllus (Hook.f. & Taylor) Schiffn.
15. Heteroscyphus ciliatus (Steph.) Schiffn.
16. Heteroscyphus coalitus (Hook.) Schiffn.
17. Heteroscyphus combinatus (Nees) Schiffn.
18. Heteroscyphus conjugatus (Mitt.) J.J. Engel & R.M. Schust.
19. Heteroscyphus contortuplicatus (Nees & Mont.) Grolle
20. Heteroscyphus cuneistipulus (Steph.) Schiffn.
21. Heteroscyphus darjeelingensis A. Srivast. & S.C. Srivast.
22. Heteroscyphus deceptifrons J.J. Engel
23. Heteroscyphus dentammophilus J.J. Engel & G.L. Merr.
24. Heteroscyphus denticulatus (Mitt.) Schiffn.
25. Heteroscyphus deplanchei (Steph.) Schiffn.
26. Heteroscyphus diestianus (Sande Lac.) Piippo
27. Heteroscyphus divergenticiliatus (Steph.) Fulford
28. Heteroscyphus dubius (Gottsche) Schiffn.
29. Heteroscyphus echinellus (Lindenb. & Gottsche) J.J. Engel & Xiao L. He
30. Heteroscyphus elliottii (Steph.) Pagán
31. Heteroscyphus falcifolius (Steph.) Schiffn.
32. Heteroscyphus fissistipus (Hook.f. & Taylor) Schiffn.
33. Heteroscyphus flaccidus (Mitt.) A. Srivast. & S.C. Srivast.
34. Heteroscyphus fleischeri (Steph.) D.G. Long & Rubas.
35. Heteroscyphus fragilicilius (Schiffn.) Schiffn.
36. Heteroscyphus furcistipulus (E.A. Hodgs.) J.J. Engel & R.M. Schust.
37. Heteroscyphus giganteus (Steph.) Hürl.
38. Heteroscyphus graeffei (J.B. Jack & Steph.) Grolle
39. Heteroscyphus grandiflorus (Steph.) Hürl.
40. Heteroscyphus grandistipus (Steph.) Schiffn.
41. Heteroscyphus gunnianus (Mitt.) J.J. Engel & R.M. Schust.
42. Heteroscyphus hastatus (E.A. Hodgs.) J.J. Engel & R.M. Schust.
43. Heteroscyphus hebridensis (Steph.) Schiffn.
44. Heteroscyphus hyalinus (Steph.) A. Srivast. & S.C. Srivast.
45. Heteroscyphus integrifolius (Lehm. & Lindenb.) Fulford
46. Heteroscyphus iwatsukii (S. Hatt.) Piippo
47. Heteroscyphus jackii (Steph.) Schiffn.
48. Heteroscyphus knightii (Steph.) Grolle
49. Heteroscyphus levieri (Steph.) Schiffn.
50. Heteroscyphus limosus (Carrington & Pearson) Schiffn.
51. Heteroscyphus lingulatus (Colenso) J.J. Engel & R.M. Schust.
52. Heteroscyphus lophocoleoides S. Hatt.
53. Heteroscyphus lyallii (Mitt.) R.M. Schust.
54. Heteroscyphus magellanicus (Steph.) J.J. Engel & R.M. Schust.
55. Heteroscyphus mamillatus Piippo
56. Heteroscyphus marginatus (Steph.) Fulford
57. Heteroscyphus menziesii (Mitt.) J.J. Engel
58. Heteroscyphus merapiensis (Steph.) Piippo
59. Heteroscyphus miradorensis (Steph.) Schiffn.
60. Heteroscyphus mononuculus J.J. Engel
61. Heteroscyphus montagnei (Steph.) Fulford
62. Heteroscyphus multifidus (Steph.) J.J. Engel & R.M. Schust.
63. Heteroscyphus nadeaudii (Steph.) Schiffn.
64. Heteroscyphus oblongifolius (Hook.f. & Taylor) Schiffn.
65. Heteroscyphus orbiculatus A. Srivast. & S.C. Srivast.
66. Heteroscyphus palniensis A. Srivast. & S.C. Srivast.
67. Heteroscyphus pandei S.C. Srivast. & A. Srivast.
68. Heteroscyphus parallelifolius J.J. Engel
69. Heteroscyphus parvulus (Schiffn.) Schiffn.
70. Heteroscyphus parvus A. Srivast. & S.C. Srivast.
71. Heteroscyphus perfoliatus (Mont.) Schiffn.
72. Heteroscyphus pertusus (Lehm.) Fulford
73. Heteroscyphus planiusculus (Hook.f. & Taylor) J.J. Engel
74. Heteroscyphus planus (Mitt.) Schiffn.
75. Heteroscyphus polyblepharis (Spruce) Schiffn.
76. Heteroscyphus polychaetus (Spruce) Hentschel & Heinrichs
77. Heteroscyphus polycladus (Hook.f. & Lév.) R.M. Schust.
78. Heteroscyphus rectangulatus (Herzog) Piippo
79. Heteroscyphus saccogynoides Herzog
80. Heteroscyphus sarawaketanus Piippo
81. Heteroscyphus sinuosus (Hook.) Schiffn.
82. Heteroscyphus spectabilis (Steph.) Schiffn.
83. Heteroscyphus spinifer C. Gao, T. Cao & Y.H. Wu
84. Heteroscyphus splendens (Lehm. & Lindenb.) Grolle
85. Heteroscyphus splendidus (E.A. Hodgs.) J.J. Engel & R.M. Schust.
86. Heteroscyphus stolonifer J.J. Engel
87. Heteroscyphus succulentus (Gottsche) Schiffn.
88. Heteroscyphus supinus (Hook.f. & Taylor) R.M. Schust.
89. Heteroscyphus tener (Steph.) Schiffn.
90. Heteroscyphus thraustus (Spruce) Fulford
91. Heteroscyphus timppae Piippo
92. Heteroscyphus triacanthus (Hook.f. & Lév.) Schiffn.
93. Heteroscyphus tridentatus (Sande Lac.) Grolle
94. Heteroscyphus turgidus (Schiffn.) Schiffn.
95. Heteroscyphus valdiviensis (Mont.) Schiffn.
96. Heteroscyphus varians (Steph.) J.J. Engel
97. Heteroscyphus wettsteinii (Schiffn.) Schiffn.
98. Heteroscyphus zollingeri (Gottsche) Schiffn.